# Laphystia duncani
Laphystia duncani là một loài ruồi trong họ Asilidae. Laphystia duncani được Wilcox miêu tả năm 1960. Loài này phân bố ở vùng Tân Bắc giới.